# Øyer
Øyer est une kommune de Norvège. Elle est située dans le comté d'Innlandet (ancien comté d'Oppland).
Elle compte notamment la station de ski d'Hafjell.